# ديفيد ريتشارد ثورب
ديفيد ريتشارد ثورب (بالإنجليزية: D. R. Thorpe)‏ هو كاتب سير ومؤرخ بريطاني، ولد في 1943.